# Sebastiano Ciampi
Sebastiano Ciampi (Pistoia, 30 ottobre 1769 – Galluzzo, 14 dicembre 1847) è stato un presbitero, filologo e slavista italiano.

## Biografia
Nato in una famiglia povera, studiò nel seminario di Pistoia e, dopo aver frequentato per un breve periodo l'università di Pisa, nel 1795 fu ordinato presbitero. Nel 1796 si trasferì a Roma per insegnare greco e retorica nel collegio Bandinelli. Lasciò Roma nel 1798, con l'arrivo dei Francesi e la proclamazione della Repubblica Romana, per recarsi in Austria al seguito del principe Baldassarre Odescalchi di cui era segretario e precettore dei figli.
Ritornò in Italia nel 1801, nominato dal re d'Etruria professore di dialettica e lingua greca all'Università di Pisa; in seguito ebbe anche la cattedra di "Antichità etrusche". L'indipendenza economica gli permise di dedicarsi a numerosi studi, talora un po' eterogenei. Importante fu l'esame delle opere giuridiche di Cino da Pistoia. Progressivamente il Ciampi assunse posizioni conservatrici; polemizzò con Angelo Mai a proposito degli studi fatti da quest'ultimo su Dionigi d'Alicarnasso, con Melchiorre Cesarotti a proposito delle traduzioni fatte da quest'ultimo a Omero.
Nel 1817 decise di assumere la cattedra di letteratura greca e latina all'università di Varsavia, fondata di recente; vi rimase fino al 1822. Respinse l'invito della Commissione delle Fedi e Illuminismo (Komisja Wyznań i Oświecenia) del Regno di Polonia. Nel 1822 lasciò l'insegnamento a Varsavia e tornò in Italia, a Firenze, col ruolo di corrispondente scientifico all'estero per la Commissione per il culto e l'istruzione pubblica e ricercatore di Polonica in Italia. Collezionò pubblicazioni sulla storia e cultura della Polonia e sulle relazioni culturali polacco-italiane. Parte di queste opere fu spedita in Polonia. Nel 1830 visitò di nuovo la Polonia; questa visita fu da lui descritta nella pubblicazione Viaggio in Polonia nella state del 1830.
Fu in corrispondenza con Zygmunt Krasiński, Giambattista Albertrandi, Fryderyk Chopin e Joachim Lelewel.
Era in rapporti amichevoli con lo scienziato e ricercatore russo Alexander Dmitrievich Chertkov.
Alla sua morte lasciò i suoi manoscritti alla Biblioteca Forteguerriana di Pistoia.

## Scritti
Ciampi fu autore di varie opere originali e di varie traduzioni dal greco, tra le quali spicca una traduzione commentata della Periegesi della Grecia di Pausania

### Opere principali (selezione)
- 1815 - Dell'antica toreutica. Dissertazione
- 1824 - Osservazioni intorno ai moderni sistemi sulle antichità Etrusche (con alcune idee sull’origine, uso, antichità de’vasi dipinti volgarmente chiamati etruschi)
- 1826 - Vita e memorie di Cino da Pistoia
- 1827 – Esame critico con documenti inediti della storia di Demetrio di Ivan Vasilievitch
- 1830 – Sobesciade italiana e lettere militari
- 1830 – Flosculi historiae Polonae, sparsi Pulaviis concelebrantes
- 1833 – Notizie dei Secoli XV e XVI sull'Italia, la Polonia e la Russia
- 1834/1842 – Bibliografia critica delle antiche reciproche corrispondenze... dell'Italia colla Russia, colla Polonia et altre parti settentrionali

### Altre pubblicazioni
- Bibliografia critica delle antiche corrispondenze tra l'italia e la Polonia; di Sebastiano Ciampi - Annali universali di statistica economia pubblica, storia, viaggi e commercio, Volume 47, Fascicolo 140 (feb, 1836), p. 129, su emeroteca.braidense.it.
- Bibliografia critica delle antiche reciproche corrispondenze politiche, ecclesiastiche, scientifiche, letterarie, artistiche della Italia colla Russia, colla Polonia ed altre parti settentrionali di Europa; Opera di Sebastiano Ciampi (G. Sacchi) Ciampi Sebastiano e Sacchi G. Annali universali di statistica economia pubblica, storia, viaggi e commercio, Volume 43, Fascicolo 127 (gen, 1835), p. 10, su emeroteca.braidense.it.
- Lettera del sig. abate Sebastiano Ciampi, professore, ecc. ecc. da Varsavia intorno ad Olimpia, distretto della Pisatide Ciampi Sebastiano Biblioteca Italiana ossia Giornale di letteratura scienze ed arti, Volume 11, Fascicolo (lug, 1818), p. 140, su emeroteca.braidense.it.
- Lettera di Sebastiano Ciampi sopra tre medaglie etrusche in argento, Pisa, 1813
- Monumenti di un manoscritto autografo di messer Giovanni Boccaccio trovati ed illustrati da Sebastiano Ciampi Ciampi Sebastiano e Boccaccio Giovanni Annali universali di statistica economia pubblica, storia, viaggi e commercio, Volume 15, Fascicolo 44 (feb, 1828), p. 222, su emeroteca.braidense.it.
- Opuscoli morali di Plutarco. Volume 6°, volgarizzato dal cav. Sebastiano Ciampi Ciampi Sebastiano e Plutarco Biblioteca Italiana ossia Giornale di letteratura scienze ed arti, Volume 32, Fascicolo 2 (nov, 1823), p. 141, su emeroteca.braidense.it.
- Ragguaglio (inedito) dato alla reale Società degli antiquarj di Londra dal socio Sebastiano Ciampi della nuova edizione e traduzione in italiano del testo di Pausania che sta preparando Ciampi Sebastiano Biblioteca Italiana ossia Giornale di letteratura scienze ed arti, Volume 15, Fascicolo (ago, 1819), p. 156, su emeroteca.braidense.it.
- Rerum Polonicarum ab excelsa Stephani Regis ad Massimiliani Austriaci Captivitatem, liber singularis in lucem editus cum additamentis a Sebastiano Ciampi, in Italia ab negotiis librariis pro regno Poloniae Ciampi Sebastiano Annali universali di statistica economia pubblica, storia, viaggi e commercio, Volume 27, Fascicolo 79 (gen, 1831), p. 12, su emeroteca.braidense.it.
- Squarcio di lettera da Varsavia del sig. professore Sebastiano Ciampi da Varsavia sul monumento di bronso rappresentante Equejade, pubblicato dal sig. G. Cattaneo Ciampi Sebastiano e Cattaneo G. Biblioteca Italiana ossia Giornale di letteratura scienze ed arti, Volume 19, Fascicolo (set, 1820), p. 497, su emeroteca.braidense.it.